# ウロコフウチョウ
ウロコフウチョウ （学名：Ptiloris paradiseus）は、スズメ目フウチョウ科に分類される鳥類の一種。

## 分布
オーストラリア東部に生息する固有種。フウチョウの中では最も南に生息する。

## 形態
全長約30cm。